# 首藤義勝
首藤 義勝（しゅとう よしかつ、1989年2月19日 - ）は、日本のミュージシャン、ベーシスト、ソングライター。埼玉県狭山市出身。A型。ロックバンド・KEYTALKおよびthe cabsのメンバー。担当楽器はベース、ボーカル。ソロプロジェクトでの活動名義は「千也茶丸」。

## 人物
楽器を弾き始めたのは中学2年生の頃で、最初はギターに挑戦したものの挫折してベースを弾くようになり、当時所属していた野球部の友人とバンドを結成してスピッツやMr.Childrenなどをコピーしていた。2006年に高橋國光、中村一太とthe cabsを結成。また2005年10月に埼玉県のライブハウスで小野武正、八木優樹率いるreal（現・KEYTALK）と対バン相手として共演したことをきっかけに、2006年12月に自らrealへの加入を申し出て、2007年にサポートメンバーを経て正式加入。高校卒業後は音楽専門学校でレコーディング・エンジニアの勉強をしていた。
KEYTALK結成当初はボーカルを務める予定ではなかったが、メインボーカルの寺中友将がレコーディング中に声帯ポリープを発症してしまったことと、当時the cabsでボーカルを担当していたことがきっかけでベースと兼任するようになった。
2013年2月、the cabsはメンバーの高橋國光の失踪によって解散したが、2025年1月に再結成が発表された。2015年頃からDJ PASSIONという名前でDJ活動もしており、2023年3月6日には、千也茶丸（せんやちゃまる）名義で配信限定シングル「なんとなく」をリリースし、ソロデビューを果たした。ソロ活動時のライブはギターの弾き語りを主としている。同年5月31日には同名義で「ネオン」を配信リリースし、Virgin Musicからメジャー・デビューを果たした。
2024年6月24日、体調不良で当面の間活動を休止することを発表。7月13日、KEYTALKから脱退する意思を自身のXで表明したが、バンドからの正式な発表ではない。10月18日、千也茶丸オフィシャルサイト、公式X、公式Instagramを開設した。同時にファンクラブも立ち上げられた。

## 千也茶丸のディスコグラフィ

### シングル

#### 配信限定シングル
| #    | 配信日         | タイトル   | レーベル                 | 収録アルバム   |
| ---- | -------------- | ---------- | ------------------------ | -------------- |
| 1st  | 2023年03月06日 | なんとなく | KOGA RECORDS             | アルバム未収録 |
| 2nd  | 2023年05月31日 | ネオン     | Virgin Music             | アルバム未収録 |
| 3rd  | 2023年07月12日 | tsubomi    | Virgin Music             | アルバム未収録 |
| 先行 | 2025年05月28日 | Letter     | パーフェクトミュージック | Melodybomb     |

### アルバム

#### ミニ・アルバム
| #                              | 配信日               | タイトル   | 規格       | 収録曲 | レーベル                 |
| ------------------------------ | -------------------- | ---------- | ---------- | --- | ------------------------ |
| 1st                            | 2025年06月04日       | Melodybomb | 配信       | \| 全作詞・作曲・編曲: 首藤義勝。 \| \| \| \| \| # \| タイトル \| 作詞 \| 作曲・編曲 \| \| 1. \| 「PS」 \| 首藤義勝 \| 首藤義勝 \| \| 2. \| 「白夜」 \| 首藤義勝 \| 首藤義勝 \| \| 3. \| 「トランキライザー」 \| 首藤義勝 \| 首藤義勝 \| \| 4. \| 「Letter」 \| 首藤義勝 \| 首藤義勝 \| \| 5. \| 「グローリー」 \| 首藤義勝 \| 首藤義勝 \| \| 6. \| 「La La」 \| 首藤義勝 \| 首藤義勝 \| | パーフェクトミュージック |
| 1st                            | 2025年06月12日       | Melodybomb | CD         | \| 全作詞・作曲・編曲: 首藤義勝。 \| \| \| \| \| # \| タイトル \| 作詞 \| 作曲・編曲 \| \| 1. \| 「PS」 \| 首藤義勝 \| 首藤義勝 \| \| 2. \| 「白夜」 \| 首藤義勝 \| 首藤義勝 \| \| 3. \| 「トランキライザー」 \| 首藤義勝 \| 首藤義勝 \| \| 4. \| 「Letter」 \| 首藤義勝 \| 首藤義勝 \| \| 5. \| 「グローリー」 \| 首藤義勝 \| 首藤義勝 \| \| 6. \| 「La La」 \| 首藤義勝 \| 首藤義勝 \| | パーフェクトミュージック |
|                                |                      |            |            | |                          |
| 全作詞・作曲・編曲: 首藤義勝。 |                      |            |            | |                          |
| #                              | タイトル             | 作詞       | 作曲・編曲 | |                          |
| 1.                             | 「PS」               | 首藤義勝   | 首藤義勝   | |                          |
| 2.                             | 「白夜」             | 首藤義勝   | 首藤義勝   | |                          |
| 3.                             | 「トランキライザー」 | 首藤義勝   | 首藤義勝   | |                          |
| 4.                             | 「Letter」           | 首藤義勝   | 首藤義勝   | |                          |
| 5.                             | 「グローリー」       | 首藤義勝   | 首藤義勝   | |                          |
| 6.                             | 「La La」            | 首藤義勝   | 首藤義勝   | |                          |

## 楽曲提供
- 私立恵比寿中学「MISSION SURVIVOR」（作詞・作曲、アルバム『穴空』収録）[16]
- 夢みるアドレセンス「ファンタスティックパレード」（作詞・作曲、シングル『おしえてシュレディンガー/ファンタスティックパレード』収録）[17]
- 浦島坂田船
  - 「ギャラクシー」（作詞・作曲、アルバム『V-enus』収録）[18]
  - 「決戦前夜」（作詞・作曲、アルバム『＄HUFFLE』収録）[19]
  - 「ファイティンサマーカーニバル」（作詞・作曲、アルバム『RAINBOW』収録）[20]
  - 「ジャックオーランタン」（作詞・作曲）[21]
  - 「SAKURA FUBUKI」（作詞・作曲）
- 志麻
  - 「FEATURE COLORS」（作詞・作曲、アルバム『noise』収録）[22]
  - 「ジャマイカ・ジョー」（作詞・作曲、アルバム『ミチシルベ』収録）
- VOYZ BOY「PRETTY SPIDER」（作詞・作曲、アルバム『ARRIVAL OF VOYZ BOY』収録）[23]
- センラ「絡メル」（作詞・作曲、アルバム『À la mode』収録）[24]
- ROF-MAO「I wanna! You wanna!」（作詞・作曲・編曲、アルバム『Crack Up!!!!』収録）[25]
- Appare!「Wai Wai ダンスフィーバー」（作詞・作曲・編曲、アルバム『Appare!Future』収録）[26]
- みゆはん「真夏の陽が刺した」（編曲）
- chuLa
  - 「タランちゅら」（作詞・作曲）
  - 「シンガロング・ワールド」（作詞・作曲）
- バンドじゃないもん!MAXX NAKAYOSHI「SARABADANCE」（作詞・作曲・編曲）
- Payrin's
  - 「存在証明」（作詞・作曲・編曲）
  - 「ゼログラビティ」（作詞・作曲）
- タノシイチキュウ「ムテキノチキュウ!」（作詞・作曲）
- GANG PARADE「パショギラ」（作詞・作曲・編曲）
- First Fl∞r「Mirror Ball」（作詞・作曲）
- 双極スペクトラム「ガポワポ」（作詞・作曲・編曲）[27]
- 初星学園（花海佑芽・秦谷美鈴・十王星南）「ENDLESS DANCE」（作詞・作曲）[28]

## ライブ

### バンドメンバー
2025年6月12日に代官山UNITにて初のバンドセットでのライブが行われる。
- tatsu（1993年11月19日 - ）
  - ギター担当。
  - ソロプロジェクト・BLVELYとして活動を行っている。
- 黒川バンビ（1988年10月10日 - ）
  - ベース担当。
  - アカシックのメンバー。
- KenT（1997年3月25日 - ）
  - ドラムス担当。
  - Bubble Babyのメンバー。The Winking Owlの元メンバー。